# 落合町 (樺太)
落合町（おちあいまち）は、日本の領有下において樺太に存在した町。
当該地域の領有権に関する詳細は樺太の項目を、現状に関してはドリンスクを参照の事。

## 概要
この土地に集落が存在したのは日露戦争以前からであるが、急速に発展したのは日本領有後の1917年に製紙工場が建設されて以降の事である。
付近には肥沃な農耕地がある。樺太東線栄浜支線と敷香方面との分岐点であり、大谷には飛行場も存在した。
1908年1月19日に最低気温-45.6°Cを観測し、それが戦前の日本における気温の最低記録であった。
- 落合町役場
- 落合の街並み

## 歴史
- 1915年（大正4年）6月26日 - 「樺太ノ郡町村編制ニ関スル件」（大正4年勅令第101号）の施行により、広野村、南内淵村、北内淵村が行政区画として発足。栄浜郡に所属し、豊原支庁が管轄。
- 1922年（大正11年）4月1日 - 北内淵村（大字志安を除く）と南内淵村（大字落合を除く）が合併して内淵村となる。残部は落合村となる。
- 1923年（大正12年）4月1日 - 広野村・内淵村・落合村が合併して落合町となる。
- 1929年（昭和4年）7月1日 - 樺太町村制の施行により一級町村となる。
- 1937年（昭和12年）7月1日 - 豊原支庁が豊栄支庁に改称。
- 1942年（昭和17年）11月 - 所属郡が豊栄郡に、管轄支庁が豊原支庁にそれぞれ変更。
- 1943年（昭和18年）4月1日 - 「樺太ニ施行スル法律ノ特例ニ関スル件」（大正9年勅令第124号）が廃止され、内地編入。
- 1945年（昭和20年）8月22日 - ソビエト連邦により占拠される。
- 1949年（昭和24年）6月1日 - 国家行政組織法の施行のため法的に樺太庁が廃止。同日落合町廃止。

## 町内の地名
| - 落合 - 深草（ふかくさ） - 渡瀬（わたせ） - 志安（しやす） - 山中（やまなか） - 西山（にしやま） - 東山（ひがしやま） - 黒川（くろかわ） - 小谷（こたに） - 小谷南沢（こたにみなみざわ） - 川北（かわきた） - 川南（かわみなみ） - 大谷（おおたに） - 白川（しらかわ） - 白川東山（しらかわひがしやま） | - 円山（まるやま） - 深雪西山（みゆきにしやま） - 姉川（あねがわ） - 東美保（ひがしみほ） - 西美保（にしみほ） - 上美保（かみみほ） - 下美保（しもみほ） - 太平（たいへい） - 敷島（しきしま） - 雨露堪（うろたえ） - 矩形沢（くけいざわ） - 内淵炭鉱（ないぶちたんこう） - 東内淵（ひがしないぶち） - 岩国沢（いわくにざわ） |

（）

## 地域

### 教育
以下の学校一覧は1945年（昭和20年）4月1日現在のもの。

#### 国民学校
- 樺太公立落合第一国民学校
- 樺太公立落合第二国民学校
- 樺太公立大谷国民学校
- 樺太公立円山国民学校
- 樺太公立深草国民学校
- 樺太公立山中国民学校
- 樺太公立黒川国民学校
- 樺太公立川南国民学校
- 樺太公立東内淵国民学校
- 樺太公立内淵国民学校
- 樺太公立美保国民学校
- 樺太公立西内淵国民学校
- 樺太公立小谷国民学校

#### 中等学校
- 樺太公立落合高等女学校
- 樺太公立落合商業学校